# Shi Guihong
Shi Guihong (chinesisch 施桂紅; * 13. Februar 1968 in Tianjin) ist eine ehemalige chinesische Fußballspielerin.

## Karriere
Mit der chinesischen A-Nationalmannschaft wurde sie bei der Weltmeisterschaft 1995 Vierter, sie selbst schoss im Turnierverlauf insgesamt drei Tore. Daran anschließend wurde sie bei der Asienmeisterschaft 1995 mit 10 Toren Torschützenkönigin und gewann mit ihrem Team auch das Turnier.
Bei den Olympischen Sommerspielen 1996 gewann sie mit ihrer Mannschaft die Silbermedaille und kam hier in auch in allen fünf Partien zum Einsatz, in denen sie insgesamt zwei Tore schoss.